# Yvonne Mitchell
Yvonne Mitchell (7 de julio de 1915-24 de marzo de 1979) fue una actriz y autora inglesa. Después de comenzar su carrera como actriz en el teatro, Mitchell progresó al cine a fines de la década de 1940. Sus papeles incluyen a Julia en la adaptación de la novela de George Orwell 1984 de la BBC de 1954. Se retiró de la actuación en 1977.

## Primeros años
Mitchell nació como Yvonne Frances Joseph, pero en 1946 cambió su nombre por escritura pública a Yvonne Mitchell (sin Frances). Sus padres fueron Madge (Mitchell) y Bertie Joseph. Su primo era el diputado conservador Keith Joseph. Era judía y se educó en la Battle Abbey School de Sussex y en St Paul's Girls' School en Londres.

## Actuación
Mitchell se formó para una carrera como actriz en el London Theatre Studio, haciendo su debut profesional en 1939. Siendo ya una actriz de teatro experimentada, hizo su debut cinematográfico en The Queen of Spades (1949), aunque interpretó un papel secundario no acreditado en Love on the Dole ocho años antes.
Tuvo varios papeles destacados en el cine durante las siguientes tres décadas, ganando un Premio BAFTA por The Divided Heart (1954) y el Oso de Plata a la mejor actriz en el 7.º Festival Internacional de Cine de Berlín por Woman in a Dressing (1957). Apareció como Mildred en la controvertida película Sapphire (1959).
Mitchell fue elegida como la actriz de televisión del año en 1953 por el periódico Daily Mail, principalmente por su papel de Cathy en la adaptación de Nigel Kneale y Rudolph Cartier de la novela Cumbres borrascosas de Emily Brontë. Al año siguiente, apareció en otra adaptación literaria de Kneale y Cartier en el papel de Julia, con Peter Cushing como Winston Smith, en su adaptación de 1984.
Interpretó a Lea en la producción de televisión Cheri de Colette de la BBC de 1973. Continuó apareciendo en papeles de invitada televisiva hasta finales de la década de 1970, en series como Out of the Unknown (en 1966); su último papel en la pantalla fue en la serie de ciencia ficción de la BBC 1990 (1977).

## Escritura
Fuera de la actuación, Mitchell también fue una autora establecida, escribiendo varios libros para niños y adultos y ganando premios por escribir obras de teatro. Sus obras incluyen The Same Sky. Escribió una aclamada biografía de la escritora francesa Colette y su propia autobiografía fue publicada en 1957.

## Vida personal
Mitchell estaba casada con el periodista, crítico de cine y teatro y novelista Derek Monsey (1921-1979) y vivían en un pueblo del sur de Francia.
Mitchell murió de cáncer, a los 63 años, en 1979. Monsey murió el mismo año, aproximadamente un mes antes. Su hija, Cordelia Monsey, es directora de teatro y asociada desde hace mucho tiempo de Sir Peter Hall y Sir Trevor Nunn. El nieto de Yvonne Mitchell es el baterista y violinista, Mitch McGugan.

## Filmografía
- Love on the Dole (1941) como una trabajadora de la fábrica en Gate (sin acreditar);
- The Queen of Spades (1949) como Lizaveta Ivanova;
- Children of Chance (1949) como Australia;
- Turn the Key Softly (1953) como Monica Marsden;
- The Divided Heart (1954) como Sonja;
- Escapade (1955) como la señora Stella Hampden
- Yield to the Night (1956) como MacFarlane;
- Woman in a Dressing Gown (1957) como Amy;
- Passionate Summer (1958) como la señora Pawley;
- Tiger Bay (1959) como Anya;
- Sapphire (1959) como Mildred;
- Conspiracy of Hearts (1960) como la hermana Gerta;
- The Trials of Oscar Wilde (1960) como Constance Wilde;
- Johnny Nobody (1961) como la señorita Floyd;
- The Main Attraction (1962) como Elenora Moreno;
- Genghis Khan (1965) como Katke;
- The Corpse (1971) como Edith Eastwood;
- The Great WaltzThe Great Waltz (1972) como Anna Strauss;
- Demons of the Mind (1972) como Hilda;
- The Incredible Sarah (1976) como Mam'selle;
- Nido de viudas (1977) como Elvira.

## Premios y distinciones
Festival Internacional de Cine de Berlín
| Año  | Categoría                                       | Película                 | Resultado |
| ---- | ----------------------------------------------- | ------------------------ | --------- |
| 1957 | Oso de Plata a la mejor interpretación femenina | Woman in a Dressing Gown | Ganadora  |